# Narutowicz (herb szlachecki)
Narutowicz – polski herb szlachecki.

## Opis herbu
W polu czerwonym w srebrnej podkowie zaćwieczone trzy takież strzały w wachlarz żeleźcami w dół. W klejnocie trzy strusie pióra srebrne, labry czerwone podbite srebrem.

## Herbowni
Narutowicz (herb własny).